# شاهزاده قاسم
شاهزاده قاسم (1614-17 فبراير 1638) كان أميرًا عثمانيًا وابن السلطان أحمد الأول وزوجته كوسم سلطان. وشقيق مراد الرابع وإبراهيم، والأخ غير الشقيق لعثمان الثاني.

## حياته
ولد شهزاد قاسم عام 1614 في قصر توبكابي لأحمد الأول وكوسم سلطان. بعد وفاة والده المبكرة في عام 1617، نُفي مع والدته وإخوته إلى القصر القديم (إسكي سراي).
بعد تولي مراد عام 1623، كان قاسم محبوسًا في كافيس، التي كانت جزءًا من الحريم الإمبراطوري حيث تم وضع الخلفاء المحتملين على العرش تحت شكل من الإقامة الجبرية والمراقبة المستمرة من قبل خصيان القصر.
وفقًا للمؤرخ التركي نجدت ساكا أوغلو، خلال فترة حكم مراد الرابع، توارى قاسم في أجزاء سرية من القصر.

## وفاته
خلال احتفالات النصر العثماني في عريفان عام 1635، أُعدم شقيقيه بايزيد وسليمان، تاركين قاسم وريثًا للعرش العثماني.
وفي 17 فبراير 1638، كان قاسم خائفًا من إثارة أي شك في أن لديه خططًا على العرش. وهكذا كان كل التواضع عندما قدم نفسه أمام مراد ليعبر عن احترامه ويتمنى له التوفيق في رحلته لاستعادة بغداد. قبل مراد رغبات قاسم، وفي نفس اليوم أمر مراد بإعدامه. ودفن في قصر مراد الثالث في مسجد آيا صوفيا. وكان إعدام قاسم آخر حالة قتل للأخوة في السلالة العثمانية.